# Burgstall Salzburg
Der Burgstall Salzburg bezeichnet eine abgegangene mittelalterliche Höhenburg in der Nähe von Salzburg, einem Gemeindeteil des niederbayerischen Marktes Ergoldsbach im Landkreis Landshut. Die Anlage wird als Bodendenkmal unter der Aktennummer D-2-7239-0155 als „Burgstall des Mittelalters“ geführt.

## Beschreibung
Der Burgstall Salzburg befindet sich ca. 5 km nördlich von Ergoldsbach und unmittelbar östlich von Salzburg. Der Burgstall liegt auf dem westlichen Ende eines Geländesporns zwischen zwei nach Westen gerichteten Kerbtälchen. Der dreifach gegliederte Burgstallkomplex erstreckt sich auf 200 (Ost-West-Richtung) × 90 m (Nord-Süd-Richtung), er steigt westlich des Hofes Salzburg um 20 m steil an. Das in etwa quadratische erste Burgplateau besitzt die Ausmaße von 20 × 17 m. Es wird um 7 m von einem weiter westlich liegenden zweiten Burgkegel überragt. Dazwischen liegt ein 11 m abfallender Graben. Das zweite Burgplateau ist 21 × 12 m groß und fällt nach Osten zu einem breiten und flachen Graben ab. Daran schließt sich nach einem erneuten Anstieg von 6 m die östliche Vorburg an. Diese hat die Ausmaße von 30 × 25 m und ist auf der Nord-, Ost- und Südseite von einem 1 m hohen Randwall eingefasst. Das östliche Hinterland ist durch einen etwa 4 m tiefen Graben von der Vorburg abgetrennt. Flankierende Wall- und Grabenzüge sind vermutlich auf verschiedene Zuwegungen in verschiedenen Zeiten zurückzuführen.